# Красный плоский лишай
Красный плоский лишай — воспалительный дерматоз с многообразными клиническими проявлениями, с вовлечением в процесс кожи, её придатков (волосы, ногти) и слизистых оболочек. Он отличается полиморфизмом высыпаний, среди которых типичными элементами являются папулы, сопровождающиеся зудом.

## Эпидемиология
Распространённость красного плоского лишая в России среди взрослых в возрасте от 18 лет и старше в 2012 году составила 11,3 на 100000 человек. Чаще всего красный плоский лишай встречается у людей в возрасте от 30 до 60 лет. В 5 % случаев заболевание встречается у детей.

## Этиология
В развитии заболевания основным фактором является аутоиммунная реакция на действие неидентифицированного эпидермального неоантигена кератиноцитами базального слоя, в результате которой происходит активация и миграция в кожу Т-лимфоцитов. Т-лимфоциты продуцируют вещества, которые способны разрушать базальные мембраны и вызывать апоптоз базальных кератиноцитов.

## Классификация
Выделяют следующие формы поражения кожи:
1. Типичная;
2. Гипертрофическая;
3. Атрофическая;
4. Пигментная;
5. Пузырная;
6. Эрозивно-язвенная;
7. Фолликулярная.

А также шесть различных форм поражений слизистой оболочки полости рта:
1. Типичная;
2. Гиперкератотическая;
3. Экссудативно-гиперемическая;
4. Эрозивно-язвенная;
5. Буллёзная;
6. Атипичная.

## Клиническая картина
Для клинической картины типичной формы красного плоского лишая характерно появление плоских папул диаметром 2—5 мм, с вдавлением в центре, розовато-красного цвета с характерным фиолетовым или сиреневатым оттенком. Имеется незначительное шелушение, чешуйки отделяются с трудом. Для больных характерен симптом сетки Уикхема — при смазывании маслом более крупных узелков появляется сетевидный рисунок. Высыпания склонны к группировке с образованием колец, гирлянд, линий. Чаще всего сыпь располагается на сгибательных поверхностях конечностей, туловище, половых органах, довольно часто — на слизистой оболочке полости рта. Больных очень часто беспокоит интенсивный зуд.

## Диагностика
В большинстве случаев диагноз красного плоского лишая ставится по клинической картине, однако в редких случаях необходимо проведение гистологического исследования биоптатов кожи.

## Дифференциальная диагностика
Дифференциальную диагностику следует проводить со следующими заболеваниями:
- вторичный сифилис;
- атопический дерматит;
- красный отрубевидный волосяной лишай;
- болезнь Дарье;
- псориаз.

## Лечение
Основой терапии являются глюкокортикостероиды. В зависимости от объема поражений выбирают местную или системную терапию. Препараты выбора при местной терапии: бетаметазон (крем, мазь) или клобетазол (крем, мазь). Препараты выбора при системной терапии преднизолон (таблетки) или бетаметазон (раствор для инъекций).
При красном плоским лишае слизистой оболочки полости рта обычно используют топические стероиды. Топический и системный циклоспорин показал некоторую эффективность лечения; однако рандомизированное двойное слепое исследование показало, что топический циклоспорин был менее эффективным, но гораздо более дорогостоящим препаратом, чем клобетазол. Более новые топические ингибиторы кальциневрина заменили топический циклоспорин для лечения лишая. Другие варианты включают пероральные или топические ретиноиды. Даже при таком эффективном лечении рецидивы встречаются часто.
Апремиласт может быть эффективным средством для лечения плоского лишая, однако двойные слепые контролируемые исследования отсутствуют.
Зуд купируют антигистаминными препаратами (мебгидролин, клемастин).
Широко применяются немедикаментозные виды лечения:
- узкополосная средневолновая фототерапия с длиной волны 311 нм.[8]
- ПУВА-терапия[3].